# John Surratt
John Harrison Surratt, Jr. (13 de abril de 1844 – 21 de abril de 1916) fue un espía confederado acusado junto con John Wilkes Booth de intentar secuestrar al presidente de Estados Unidos Abraham Lincoln, y también sospechoso de implicación en el posterior asesinato de Lincoln. Su madre, Mary Surratt, fue condenada por conspiración y ahorcada por el gobierno de Estados Unidos. Mary era la propietaria de la pensión que los conspiradores utilizaron como casa segura y para trazar el plan.
John evitó el arresto inmediatamente después del asesinato huyendo a Canadá y después a Europa. Así evitó el destino de los otros conspiradores, que fueron colgados. Sirvió brevemente como zuavo pontificio pero fue reconocido y arrestado. Huyó a Egipto pero fue finalmente arrestado y extraditado. En el momento de su juicio, el estatuto de limitaciones había expirado en la mayoría de los posibles cargos, lo que significó que nunca fue condenado por nada.

## Primeros años
Nació en 1844, de John Harrison Surratt, Sr., y Mary Elizabeth Jenkins Surratt, en lo que hoy es Congress Heights. Su bautismo tuvo lugar en 1844 en la iglesia de St. Peter, Washington D. C. En 1861, se matriculó en St. Charles College, donde estudió para el sacerdocio y también conoció a Louis Weichmann. Cuando su padre murió de repente en 1862, Surratt fue nombrado director de correos de Surrattsville, Maryland. Una prima lejana por parte de madre es Elizabeth Lail.[cita requerida]

## Plan para secuestrar a Lincoln
Surratt sirvió como mensajero y espía del Servicio Secreto Confederado. Estuvo llevando despachos sobre movimientos de tropas de la Unión a través del río Potomac. El Dr. Samuel Mudd presentó a Surratt a Booth el 23 de diciembre de 1864, y Surratt aceptó ayudar a Booth a secuestrar a Lincoln. La reunión tuvo lugar en el Hotel Nacional, en Washington D. C., donde vivía Booth.
El plan de Booth era apoderarse de Lincoln y llevarle a Richmond, Virginia, para intercambiarlo por miles de prisioneros de guerra de la Confederación. El 17 de marzo de 1865, Surratt y Booth, junto con sus camaradas, esperaron en una emboscada al carruaje que iba a llevar a Lincoln al Campbell General Hospital desde Washington. Sin embargo, Lincoln había cambiado de opinión y permaneció en Washington.

## Asesinato de Lincoln
Después del asesinato de Lincoln, el 14 de abril de 1865, Surratt negó cualquier implicación y afirmó que entonces se encontraba en Elmira, Nueva York. Fue una de las primeras personas sospechosas del intento de asesinato del secretario de Estado William H. Seward, pero pronto se descubrió que el culpable era Lewis Powell.

## Escondido
Cuando se enteró del asesinato, Surratt huyó a Montreal, Bajo Canadá, llegando el 17 de abril de 1865. Luego fue a Saint-Liboire, donde un sacerdote católico, el padre Charles Boucher, le dio santuario. Surratt permaneció allí mientras su madre era arrestada, juzgada, y colgada en los EE. UU. por conspiración.
Ayudado por los exagentes confederados Beverly Tucker y Edwin Lee, Surratt, disfrazado, reservó un pasaje bajo nombre falso. Desembarcó en Liverpool, Reino Unido, en septiembre, donde se alojó en el oratorio de la Iglesia de la Santa Cruz.
Surratt más tarde serviría por un tiempo en la Novena Compañía de Zuavos Pontificios, en los Estados Pontificios, bajo el nombre de John Watson.
Un viejo amigo, Henri Beaumont de Sainte-Marie, reconoció a Surratt y lo notificó a los funcionarios papales y el ministro de Estados Unidos en Roma, Rufus King.
El 7 de noviembre de 1866, Surratt fue arrestado y enviado a la prisión de Velletri. Huyó y vivió con los seguidores de Garibaldi, quienes le dieron paso seguro. Surratt viajó por el reino de Italia haciéndose pasar por un ciudadano canadiense nombrado Walters. Reservó un pasaje a Alejandría, Egipto, pero allí fue arrestado por funcionarios estadounidenses el 23 de noviembre de 1866, todavía vestido con su uniforme de zuavo pontificio. Regresó a los EE. UU. en el USS Swatara hasta la sede de la Washington Navy Yard a principios de 1867.

## Juicio

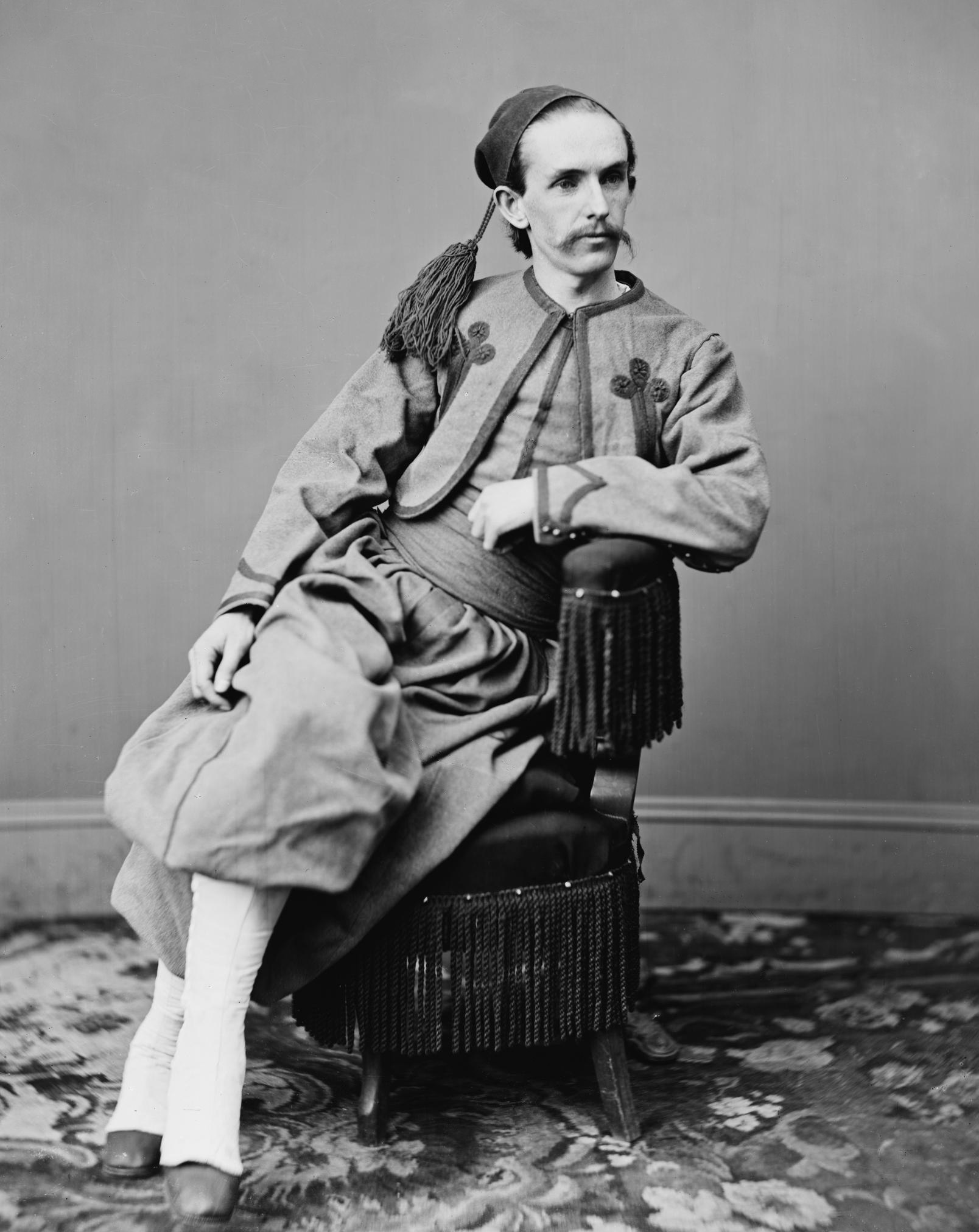
John Harrison Surratt, Jr. con su uniforme de zuavo pontificio, c. 1867.

Dieciocho meses después del ahorcamiento de su madre, Surratt fue juzgado en un tribunal civil de Maryland. No fue ante una comisión militar, a diferencia de los juicios de su madre y los demás, ya que una decisión del Tribunal Supremo de Estados Unidos, Ex parte Milligan, había declarado que el juicio de civiles ante tribunales militares era anticonstitucional si los tribunales civiles estaban todavía abiertos.
El juez David Carter presidió el juicio de Surratt, y Edwards Pierrepont condujo el caso del gobierno federal en su contra. El abogado principal de Surratt, Joseph Habersham Bradley, admitió el papel de Surratt en el plan para secuestrar a Lincoln pero negó cualquier implicación en el plan de asesinato. Después de dos meses de testimonio, Surratt fue liberado después de un juicio nulo; ocho jurados habían votado no culpable, cuatro votaron culpable.
El estatuto de limitaciones de los distintos cargos del asesinato se habían agotado, y Surratt fue puesto en libertad bajo fianza.

## Vida posterior
Surratt intentó cultivar tabaco y después enseñó en la Rockville Female Academy. En 1870, como uno de los últimos miembros supervivientes de la conspiración, Surratt comenzó una gira de conferencias públicas muy publicitada. El 6 de diciembre, en un pequeño palacio de justicia en Rockville, Maryland, en un discurso de 75 minutos, Surratt admitió su participación en el plan para secuestrar a Lincoln. Sin embargo, sostuvo que no sabía nada del plan de asesinato y reiteró que entonces se encontraba en Elmira. Rechazó cualquier participación por parte del gobierno Confederado, criticó a Weichmann como "perjuro" responsable de la muerte de su madre, y afirmó que sus amigos le habían ocultado la gravedad de su situación en Washington. Después de esa revelación, fue informado en el Washington's Evening Star que la banda tocó "Dixie" y un pequeño concierto fue improvisado, con Surratt en el centro de atención femenina.
Tres semanas más tarde, Surratt iba a dar una segunda conferencia en Washington, pero fue cancelada debido a la indignación pública.
Surratt más tarde tomó un trabajo como profesor en la St. Joseph Catholic School en Emmitsburg, Maryland. En 1872, se casó con Mary Victorine Hunter, una prima segunda de Francis Scott Key. La pareja vivió en Baltimore y tuvieron siete hijos.
Algún tiempo después de 1872, fue contratado por la Baltimore Steam Packet Company. Ascendió a auditor de carga y, finalmente, tesorero de la compañía. Surratt se retiró de la línea de vapores mercantes en 1914 y murió de neumonía en 1916, a la edad de 72 años.
Está enterrado en el cementerio de la Catedral Nueva, en Baltimore.

## En la ficción
Surratt fue interpretado por Johnny Simmons en la película de 2010 dirigida por Robert Redford The Conspirator.